# غلة خانة (قوريغل)
غلة خانة (بالفارسية: گله‌خانه) هي مستوطنة تقع في إيران في قسم قوريغل الريفي. يقدر عدد سكانها بـ 160 نسمة .